# Euclides Morillo
Ramón Euclides Morillo Martínez (Mao, Valverde, República Dominicana, 1 de septiembre de 1936 - Santo Domingo, 22 de mayo de 1965) fue un revolucionario y guerrillero dominicano.
Fue miembro del Movimiento Revolucionario 14 de Junio, liderado por Manolo Tavárez Justo. Participó en el alzamiento guerrillero de 1963 y fue oficial de una de sus columnas guerrilleras. Fue capturado y hecho prisionero, por lo que estuvo durante 1964 en la cárcel de La Victoria. Al ser liberado, se incorporó a los trabajos revolucionarios del Movimiento 14 de Junio. 
Durante la Revolución de abril de 1965, participó en el Asalto al Palacio Nacional el 19 de mayo, como parte de los hombres aportados por el Movimiento Revolucionario 14 de Junio junto a Juan Miguel Román, este asalto estuvo comandado por el coronel Rafael Tomás Fernández Domínguez; Euclides cayó gravemente herido. Murió tres días después, el 22 de mayo, en el Hospital Padre Billini. Al morir contaba tan solo con 28 años de edad.